# Dolní Řasnice
Dolní Řasnice (en allemand : Rückersdorf) est une commune du district et de la région de Liberec, en Tchéquie. Sa population s'élevait à 532 habitants en 2021.

## Géographie
Dolní Řasnice se trouve à 7 km au nord-est de Frýdlant, à 22 km au nord-nord-est de Liberec et à 110 km au nord-est de Prague.
La commune est limitée par Bulovka au nord, par Horní Řasnice à l'est, par Nové Město pod Smrkem au sud, et par Krásný Les à l'ouest.

## Histoire
La première mention écrite du village date de 1381.

## Transports
Par la route, Dolní Řasnice se trouve à 8 km de Frýdlant, à 29 km de Liberec et à 138 km de Prague.